# Calliostoma marionae
Calliostoma marionae is een slakkensoort uit de familie van de Calliostomatidae. De wetenschappelijke naam van de soort is voor het eerst geldig gepubliceerd in 1906 door William Healey Dall.